# گروه‌های هدف‌مند (جامعه‌شناسی)
گروه‌های هدف‌مند (به انگلیسی: (Action group (sociology) در جامعه‌شناسی و انسان‌شناسی؛ یک گروه هدفمند یا گروه کار یک گروه از مردم‌اند که برای به انجام رساندن کاری یا شرکت در برخی از اقدام‌های جمعیِ سازمان یافته و معمولاً به‌طور موقت گرد هم آمده‌اند.
از آن‌جا که اعضا به عنوان عضو گروه برای اقدام باهم (دسته‌جمعی) در یک موقعیت ویژه گرد هم آمده‌اند و سپس منحل می‌شوند، آن‌ها را نمی‌توان به عنوان یک گروه اجتماعی تمام عیار، که در آن نیاز به تعامل پیوسته با توجه به هویت آنان است به‌حساب آورد.